# Suomen Laulu

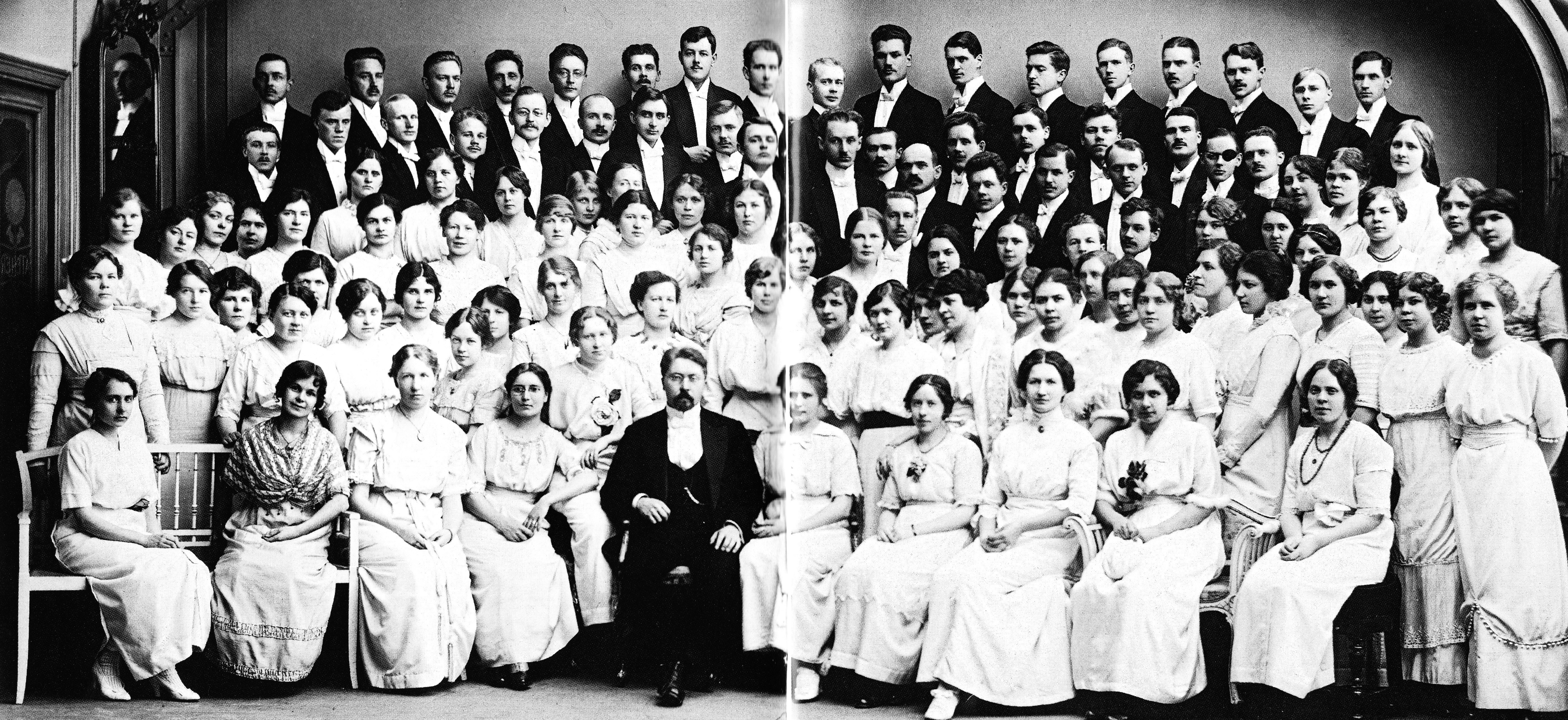
Suomen Laulu.

Suomen Laulu år en finländsk kör som grundades 1900 av Heikki Klemetti som en elitmanskör med uppgift att under de politiska ofärdsåren i början av seklet göra propaganda för Finland utomlands. 
Suomen Laulu ombildades 1907 till blandad kör. Den har länge intagit en särställning bland landets körer bland annat tack vare sina framföranden av Matteuspassionen av Johann Sebastian Bach och andra stora verk samt sina många framgångsrika utlandsturnéer.

## Dirigenter
- Heikki Klemetti 1900–1941
- Ossi Elokas 1941–1946
- Martti Turunen 1946–1967
- Jorma Panula 1967–1971
- Ensti Pohjola 1971–1983
- Seppo Murto 1984–1988
- Chifuru Matsubara 1988
- Juhani Lamminmäki (produktioner med orkester) 1989–
- Esko Kallio 2003–